# Dhuy
Der Dhuy (streckenweise auch Bergeresse oder Leu genannt) ist ein Fluss in Frankreich, der im Département Loiret in der Region Centre-Val de Loire verläuft. Er entspringt unter dem Namen Leu im Gemeindegebiet von Sully-sur-Loire und entwässert anfangs in nordwestlicher und nördlicher Richtung. Beim Ort Bouteille, im Gemeindegebiet von Guilly nähert sich der Fluss bereits bis auf etwa 100 Meter der Loire, schwenkt dann aber in Richtung West bis Nordwest und durchquert die nördliche Sologne. Im Mittelteil ändert der Fluss seinen Namen auf Bergeresse, im Unterlauf dann nochmals auf Dhuy, erreicht die südlichen Vororte von Orléans und mündet schließlich nach rund 34 Kilometern im Gemeindegebiet von Olivet als rechter Nebenfluss in den erst einen Kilometer langen Loiret.

## Orte am Fluss
- Neuvy-en-Sullias
- Tigy
- Vienne-en-Val
- Saint-Cyr-en-Val
- Orléans
- Olivet